# قاسم رسا
قاسم رسا (۱۲۹۰ – ۱۳۵۶) پزشک و شاعر معاصر ایرانی بود.
او ۱۲۹۰ در تهران زاده شد. پدر او شیخ محمدحسن رسا بود. وی در ۱۰ سالگی با والدین خود به مشهد رفت و به همین دلیل خود را پرورش‌یافته خاک خراسان می‌دانست. قاسم رسا تحصیلات ابتدایی و متوسطه را در مشهد به پایان رسانید، در سال ۱۳۰۹ به تهران رفت و از دانشکده پزشکی در سال ۱۳۱۵ دانش‌آموخته شد. سپس به خدمت وزارت بهداری درآمد. قاسم رسا تا پایان عمر، پزشکی در مشهد را به عنوان کار حرفه‌ای خود برگزید. اما مسئولیت‌های متعددی در بهداری خراسان از جمله معاونت اداره بهداری استان خراسان به وی واگذار شد.
قاسم رسا با وجود مسئولیت‌ها گوناگون اداری که ربطی با جهان شعر و ادب نداشت ارتباط خود را با ادبیات حفظ کرد و اشعار بسیاری سرود. قاسم رسا ملک‌الشعرای آستان قدس رضوی در مشهد بود. وی به دلیل حافظه قوی، بیشتر آثار خود را از حفظ می‌کرد.

## درگذشت
قاسم رسا در سال ۱۳۵۶ در گذشت.

## آثار
شعرهای قاسم رسا در هفت بخش مدایح و مناقب چهارده معصوم، قطعات و پندیات، قصاید، غزلیات، کلمات، رباعیات و مثنویات، و مراثی و مداحی ائمه اطهار گردآوری و منتشر شدند. حتی نظم او در چیدمان این شعرها به وضوح قابل مشاهده است.
- دیوان اشعار قاسم رسا که شامل حدود شش هزار بیت است که در سال ۱۳۴۰ انتشار یافت.[۵][۶][۷]
- کتاب مرآثی و مناقب ابا عبدالله‌الحسین که به نظم است و در مشهد به چاپ رسید.[۸]

## محتوی آثار
قطعات و قصایدی که قاسم رسا سروده است در پند و نصیحت مردمان دنیا و همین‌طور مدح و منقبت اهل حق هستند که در بیشتر مجلات و مطبوعات اندک آن روزگار منتشر می‌شدند. قاسم رسا در سرودن شعرهایی با مضامین بکر شهرت داشت. چنان‌که در همسویی با ایرانیان و همصدایی با جهانیان، در حمایت از مظلومان جهان، شعرهای فراوانی با مضمون استقلال و آزادی سرود. همچنین در قطعات و پندیات او نوآوری، آینده‌نگری و شوخ‌طبعی مشاهده می‌شود.